# Кумок, Михаил Владимирович
Михаил Владимирович Ку́мок (род. 5 февраля 1960, Мелитополь, Запорожская область, Украинская ССР) — основной владелец и председатель совета директоров медиа-холдинга «МВ», бывший директор телерадиокомпании Мелитополь.

## Биография
Родился 5 февраля 1960 года в Мелитополе. В 1977 году с золотой медалью окончил СШ № 5 г. Мелитополя, в 1982 году с красным дипломом окончил исторический факультет Днепропетровского университета по специальности «преподаватель истории». С 1982 году работал в Мелитопольском институте механизации сельского хозяйства на кафедре истории КПСС, с 1989-го — на созданной при его участии кафедре гуманитарного образования. В 1987 году поступил в заочную аспирантуру Московского института истории Академии наук СССР, защитил диссертацию и получил учёную степень кандидата исторических наук.
В редакции газеты «Мелитопольские ведомости» работает с 1990 года, занимал должности соредактора, заместителя редактора, редактора, главного редактора, генерального директора. Под руководством Михаила Кумока газета «Мелитопольские ведомости» стала наиболее тиражным общественно-политическим изданием региона. В 2004 году на базе редакции сформирован медиа-холдинг «МВ».
В 1990-98 гг — депутат Мелитопольского городского совета, в 1998—2002 год — Запорожского областного совета.
Дважды — в 1990 и 2014 гг. — возглавлял коммунальное телевидение, но не добился заметных успехов.
После оккупации Мелитополя российскими войсками, оккупационные власти стали склонять Кумока к сотрудничеству. 21 марта 2022 года Михаил Кумок был похищен вооружёнными людьми с Z-символикой. Вместе с ним были похищены его дочь Татьяна, жена и три журналиста «Мелитопольских ведомостей». Кумока допрашивали в здании районной администрации, требуя возобновления работы его типографии и отказа от украинской направленности сайта «МВ». Он отказался от сотрудничества с оккупационными властями, и после нескольких часов допросов его отпустили, изъяв мобильный телефон

### Семья
- Жена — Вера Александровна, художник.
- Дочери — Татьяна, предприниматель, и Светлана, педагог.